# Alpen-Ziest
Der Alpen-Ziest (Stachys alpina) ist eine Pflanzenart aus der Gattung der Zieste (Stachys) innerhalb der Familie der Lippenblütler (Lamiaceae).

## Beschreibung

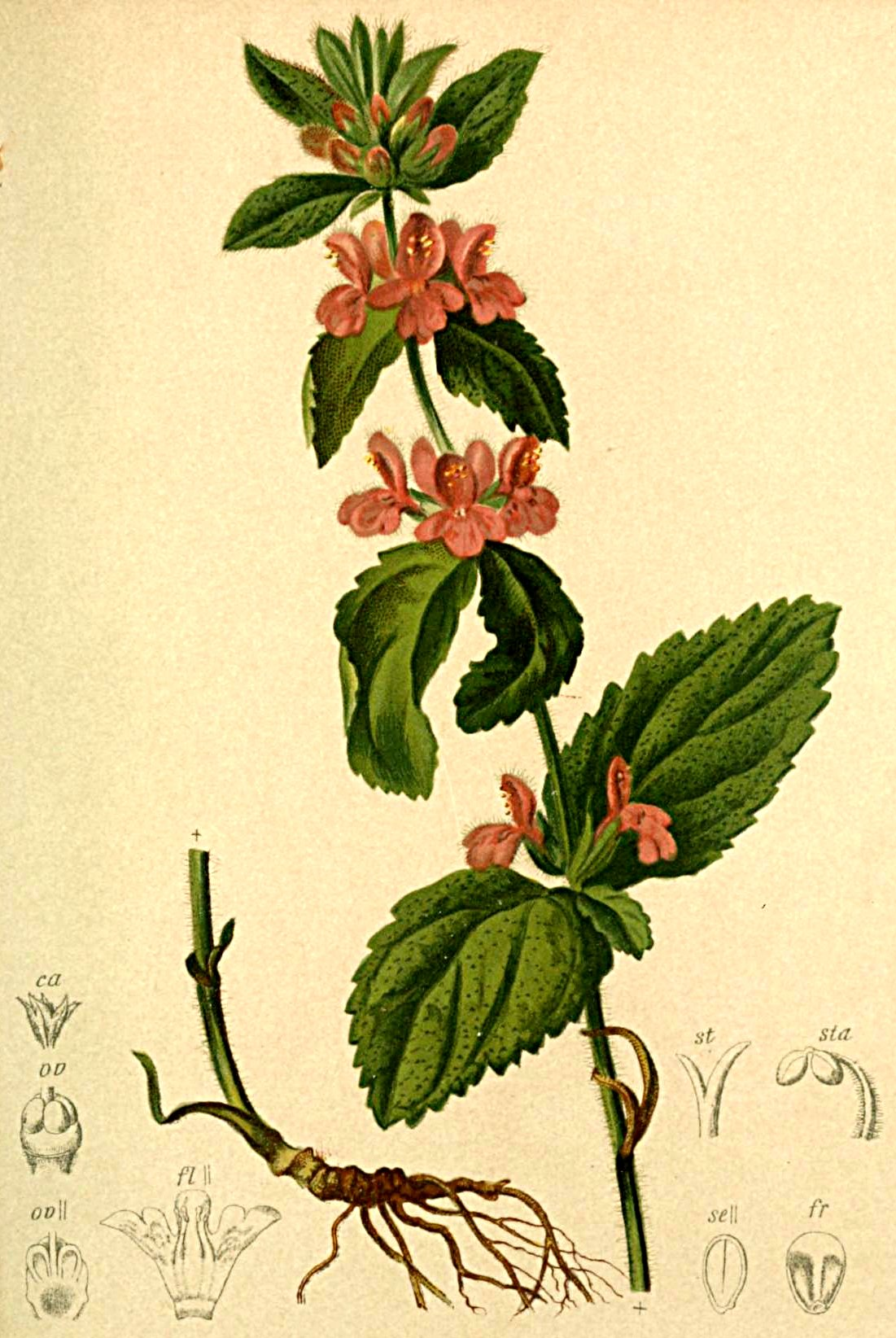
Illustration aus Atlas der Alpenflora

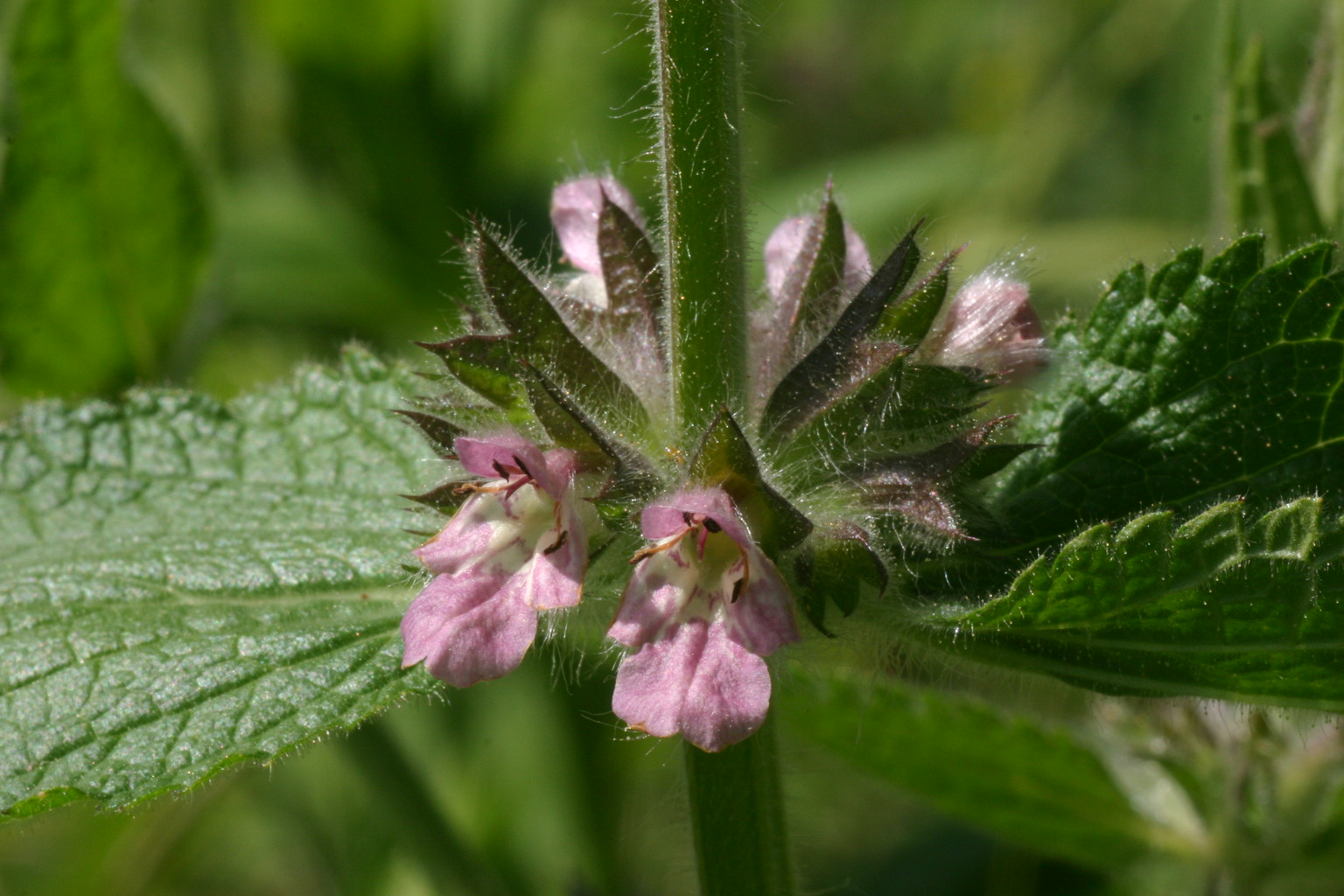
Scheinquirl mit zygomorphen Blüten

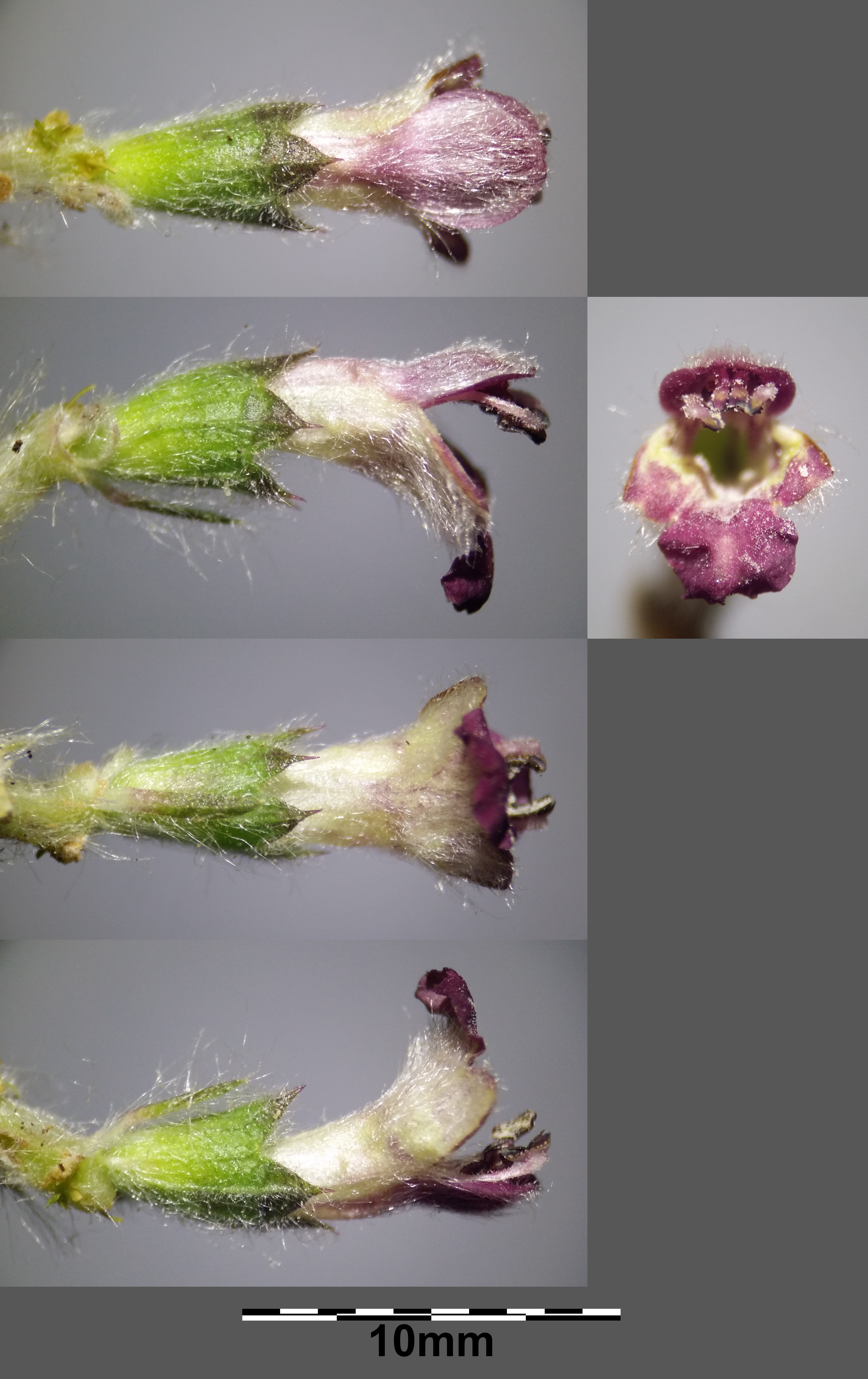
Zygomorphe Blüte im Detail aus verschiedenen Blickrichtungen

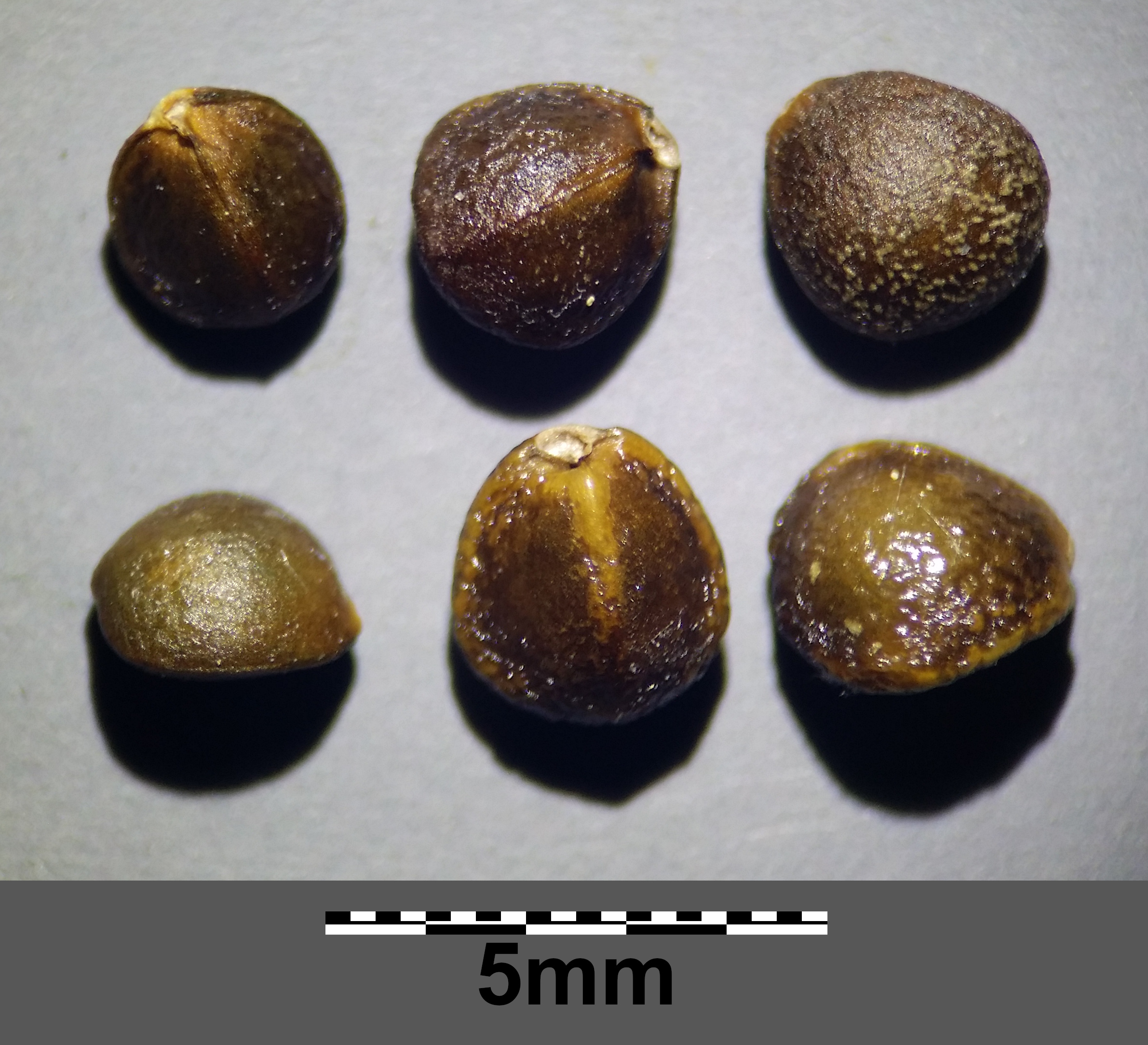
Klausen

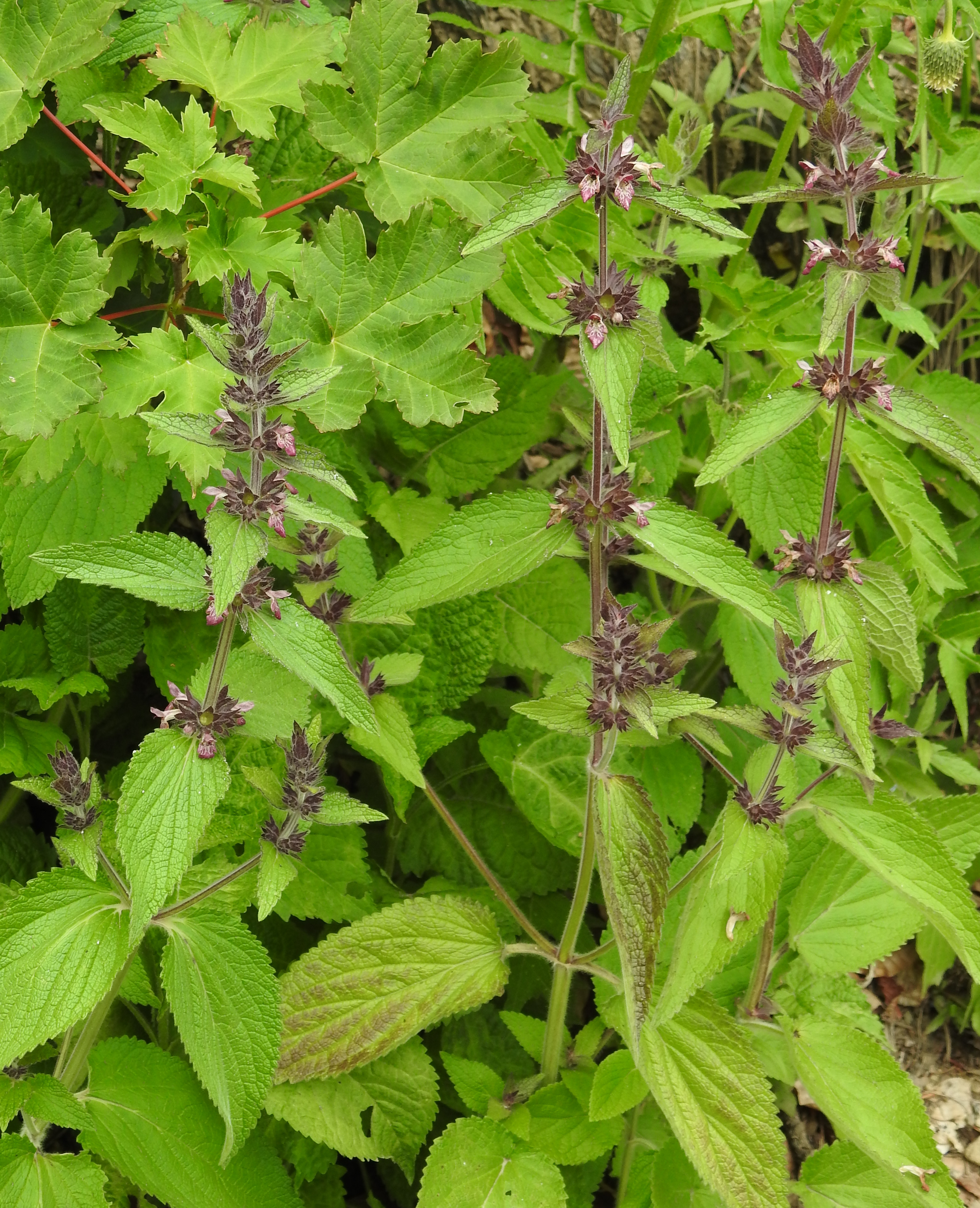
Bestand: Habitus, gegenständige Laubblätter und Blütenstände

### Vegetative Merkmale
Der Alpen-Ziest wächst als sommergrüne, ausdauernde krautige Pflanze, die Wuchshöhen von 30 bis 100 Zentimetern erreicht. Er bildet ein kriechendes Rhizom als Überdauerungsorgan. Der aufrechte oder aufsteigende, vierkantige, kräftige, trüb-grüne und oft violett überlaufene Stängel ist am Grunde etwa 5 Millimeter dick, abstehend behaart und im oberen Bereich stieldrüsig behaart.
Die gegenständig am Stängel angeordneten Laubblätter sind in Blattstiel und Blattspreite gegliedert. Der Blattstiel ist meist 1,2 bis 5 (1 bis 13,5) Zentimeter lang; bei den unteren Laubblättern sind sie relativ lang und bei den obersten sehr kurz. Die relativ dünne Blattspreite ist mit einer Länge von meist 12 bis 18 (5 bis 28) Zentimetern sowie einer Breite von 3 bis 9 (2,7 bis 10) Zentimetern länglich-eiförmig oder eiförmig mit gerundeter oder schwach herzförmiger Spreitenbasis. Die grau oder grau-grüne, oberseits dunkel-grüne und stark netznervige Blattspreite ist beiderseits dicht, anliegend, kurz behaart. Der Blattrand ist fein bis grob gesägt.

### Generative Merkmale
Die Blütezeit reicht von Juli bis September oder Oktober. Der meist einfachem, manchmal wenig verzweigte Blütenstand besteht aus 6 bis 8 (3 bis 18) übereinander stehenden und um mindestens die halbe Hochblattlänge voneinander getrennten Scheinquirlen, die jeweils sechs bis acht Blüten enthalten und alle von den Tragblättern überragt werden. Von den trüb-braunvioletten, laubblattähnlichen Tragblättern sind die untersten  bei einer Länge von 3,5 bis 11 Zentimetern sowie einer Breite von 2 bis 6 Zentimetern eiförmig oder elliptisch sowie gezähnt und die oberen sind bei einer Länge von 1,2 bis 4,5 Zentimetern sowie einer Breite von 0,5 bis 2,2 Zentimetern ganzrandig. Die Deckblättern sind bei einer Länge von 8 bis 17 Millimetern sowie einer Breite von 1 bis 2,5 Millimetern lanzettlich oder linealisch.
Die zwittrige Blüte ist bei einer Länge von 15 bis 18 Millimetern zygomorph und fünfzählig mit doppelter Blütenhülle. Die grünen oder violett-braunen und dicht drüsig-zottig behaarten, meist 11,5 bis 12 (6 bis 13,5) Millimeter langen, ungleichen Kelchblätter sind zu einer etwa 6 Millimeter langen Kelchröhre verwachsen. Die Kelchröhre ist zur Anthese höchstens 10 Millimeter lang. Die fünf Kelchzähne sind bei einer Länge von 3,5 bis 5,5 Millimetern dreieckig mit spitzem oberen Ende. Die fünf 15 bis 22 Millimeter langen, matt-purpurfarbenen bis braun-violetten und lang-zottig behaarten Blütenkrone sind zu einer etwa 10 Millimeter langen Kelchröhre verwachsen, die zweilippig endet. Ihre Oberlippe ist 4 bis 7 Millimeter lang und leicht gewölbt. Die Kronunterlippe ist 5 bis 12 Millimeter lang sowie etwa 5,5 Millimeter breit mit zwei gerundeten Seitenlappen und einem kreisförmigen, oft tief ausgerandeten Mittellappen. Es sind vier Staubblätter vorhanden und ragen aus der Kronröhre heraus. Die Staubbeutel und der Griffel liegen unter der Oberlippe. Die Staubfäden sind dicht behaart. Der grau-rosafarbene Griffel ist zweigabelig.
Der haltbare Kelch ist zur Fruchtzeit bis zu 15 Millimeter lang. Die Klausenfrüchte zerfallen in vier Teilfrüchte, hier Klausen genannt. Die grau-braunen Klausen sind bei einer Länge von 2,5 bis 3 Millimetern sowie einem Durchmesser von 1,9 bis 2,2 Millimetern eiförmig und schwach dreikantig mit sehr fein grubiger Oberfläche.

### Chromosomensatz
Die Chromosomengrundzahl beträgt x = 15; es liegt Diploidie mit einer Chromosomenzahl von 2n = 30 vor.

## Ökologie
Beim Alpen-Ziest handelt es sich um einen plurienn-pollakanthen Hemikryptophyten. Der Alpen-Ziest ist ein Mullbodenkriecher.
Blütenökologisch handelst es sich un „Eigentliche Lippenblumen“. Die Bestäubung erfolgt durch Hummeln. Es kommt Selbst- und Fremdbefruchtung häufig vor. Es liegt Selbstkompatibilität vor, also Selbstbefruchtung führt erfolgreich zum Samenansatz.
Die Bruchfrucht zerfällt in einsamige, geschlossen bleibende Teilfrüchte, hier Klausen genannt. Die Diasporen sind die Klausen. Die Ausbreitung der Diasporen erfolgt durch Klett- und Klebausbreitung auf der Oberfläche von Tieren (Epichorie) oder durch den Wind (Anemochorie).

## Standorte vonStachys alpinasubsp.alpina
Der Alpen-Ziest wächst in Mitteleuropa in Waldlichtungen, auf Waldschlägen, an Waldrändern und in Hochstaudenfluren besonders in der  montanen und subalpinenHöhenstufe. In den Alpen steigt er im Puschlav in Höhenlagen von bis zu 1950 Meter auf; selten kommt er unterhalb von 400 Metern vor. In den Allgäuer Alpen steigt sie bis zu einer Höhenlage von 1800 Metern auf. Er gedeiht auf frischen, nährstoffreichen, meist kalkhaltigen Ton- und Lehmböden. Er ist in Mitteleuropa eine Charakterart des Verbands Atropion. Der Alpen-Ziest ist ein Nitrifzierungszeiger.
Die ökologischen Zeigerwerte nach Ellenberg sind: Lichtzahl 7 = Halblichtpflanze, Temperaturzahl 4 = Kühle- bis Mäßigwärmezeiger, Kontinentalitätszahl: 2 = Seeklima zeigend, Feuchtezahl 5 = Frischezeiger, Feuchtewechsel = keinen Wechsel der Feuchte zeigend, Reaktionszahl 9 = Basen-/Kalkzeiger, Stickstoffzahl 8 = ausgesprochenen Stickstoffreichtum zeigend, Salzzahl 0 = nicht salzertragend, Schwermetallresistenz = nicht schwermetallresistent.
Die ökologischen Zeigerwerte nach Landolt et al. 2010 sind in der Schweiz: Feuchtezahl F = 3 (mäßig feucht), Lichtzahl L = 3 (halbschattig), Reaktionszahl R = 4 (neutral bis basisch), Temperaturzahl T = 2+ (unter-subalpin und ober-montan), Nährstoffzahl N = 4 (nährstoffreich), Kontinentalitätszahl K = 4 (subkontinental).

## Systematik und Verbreitung
Die Erstveröffentlichung von Stachys alpina erfolgte 1753 durch Carl von Linné in Species Plantarum, Tomus II, S. 581. Das Artepitheton alpina bedeutet „aus den Alpen“.
Die Art Stachys alpina gehört zur Untersektion Stachys subsect. Germanicae der Sektion Stachys sect. Eriostomum in der Gattung Stachys.
Der Alpen-Ziest kommt hauptsächlich in den Gebirgen Süd- und Mitteleuropas von Spanien bis zur Balkanhalbinsel vor, bis zur Türkei, zum Kaukasus und zum nördlichen Iran.
Je nach Autor gibt es etwa zwei Unterarten:
- Stachys alpina L. subsp. alpina (Syn.: Betonica masandarana (Bornm.) Chinth., Betonica nivea subsp. masandarana (Bornm.) Rech. f., Betonica nivea var. masandarana Bornm., Galeopsis fusca Moench, Stachys curviflora Tausch,Stachys dinarica De Marb., Stachys fusca (Moench) Moench, Stachys macrophylla Albov, Stachys masandarana (Bornm.) Bornm. & Gauba, Stachys nivea subsp. masandarana (Bornm.) Jamzad, Stachys orientalis L., Stachys persica S.G.Gmel. ex C.A.Mey., Stachys sericea Ledeb. nom. illeg., Stachys urticifolia Tausch, Stachys alpina subsp. macrophylla (Albov) R.Bhattacharjee) : Sie ist von Europa über Vorderasien bis Kaukasusraum verbreitet. Es gibt Fundortangaben für Spanien, Andorra, Frankreich, Italien, Österreich, Deutschland, Luxemburg, Belgien, das Vereinigte Königreich, Polen, Ungarn, die ehemalige Tschechoslowakei, das ehemalige Jugoslawien, Bulgarien, Rumänien, Albanien, Griechenland, die Türkei, Irak, den nördlichen Iran, Transkaukasien und die Ukraine.[10][2]
- Stachys alpina subsp. dinarica Murb.: Sie kommt auf der nördlichen Balkanhalbinsel vor.[10][2]